# جان بيير كابرون
جان بيير كابرون (بالفرنسية: Jean Pierre Capron)‏ هو رسام فرنسي، ولد في 4 أغسطس 1921، وتوفي في 1997.